# Elecciones estatales de Aguascalientes de 2024
Las elecciones estatales de Aguascalientes de 2024 se llevarán a cabo el domingo 2 de junio de 2024 y en ellas se renovarán los siguientes cargos de elección popular del estado mexicano de Aguascalientes:
- 27 diputados estatales: 18 diputados electos por mayoría relativa y 9 designados mediante representación proporcional para integrar la LXVI Legislatura.
- 11 ayuntamientos: Compuestos por un presidente municipal, un síndico y un grupo de regidores. Electos para un periodo de tres años.

## Organización

### Partidos políticos
En las elecciones estatales tienen derecho a participar los siete son partidos políticos con registro nacional: Partido Acción Nacional (PAN), Partido Revolucionario Institucional (PRI), Partido de la Revolución Democrática (PRD), Partido del Trabajo (PT), Partido Verde Ecologista de México (PVEM), Movimiento Ciudadano (MC) y Movimiento Regeneración Nacional (Morena).

### Distritos electorales
Para la elección de diputados de mayoría relativa del Congreso del Estado de Aguascalientes el estado se divide en 18 distritos electorales. La distritación electoral vigente fue publicada por el Instituto Nacional Electoral en diciembre de 2022.
| Distrito | Cabecera                  | Municipios                                        | Mapa |
| -------- | ------------------------- | ------------------------------------------------- | ---- |
| 1        | Rincón de Romos           | Cosío, Rincón de Romos                            |      |
| 2        | El Llano                  | Asientos, El Llano                                |      |
| 3        | Pabellón de Arteaga       | Pabellón de Arteaga, San José de Gracia, Tepezala |      |
| 4        | San Francisco de los Romo | Jesús María, San Francisco de los Romo            |      |
| 5        | Aguascalientes            | Aguascalientes                                    |      |
| 6        | Aguascalientes            | Aguascalientes                                    |      |
| 7        | Jesús María               | Jesús María                                       |      |
| 8        | Calvillo                  | Calvillo, Jesús María                             |      |
| 9        | Aguascalientes            | Aguascalientes                                    |      |
| 10       | Aguascalientes            | Aguascalientes                                    |      |
| 11       | Aguascalientes            | Aguascalientes                                    |      |
| 12       | Aguascalientes            | Aguascalientes                                    |      |
| 13       | Aguascalientes            | Aguascalientes                                    |      |
| 14       | Aguascalientes            | Aguascalientes                                    |      |
| 15       | Aguascalientes            | Aguascalientes                                    |      |
| 16       | Aguascalientes            | Aguascalientes                                    |      |
| 17       | Aguascalientes            | Aguascalientes                                    |      |
| 18       | Aguascalientes            | Aguascalientes                                    |      |

## Candidaturas y coaliciones

### Fuerza y Corazón por Aguascalientes
|  | Partido Acción Nacional - 13 diputados: Distritos 1, 2, 4, 5, 6, 7, 8, 10, 11, 14, 15, 17 y 18 - 7 ayuntamientos: Aguascalientes, Calvillo, El Llano, Jesús María, Pabellón de Arteaga, Rincón de Romos, San José de Gracia |
|  | Partido Revolucionario Institucional - 1 diputado: Distrito 12 - 3 ayuntamientos: Cosío, San Francisco de los Romos, Tepetzalá                                                                                              |
|  | Partido de la Revolución Democrática - 4 diputados: Distritos 3, 9, 13 y 16 - 1 ayuntamiento: Asientos |

En diciembre de 2023 se registró ante la autoridad electoral la coalición «Fuerza y Corazón por Aguascalientes», integrada por el Partido Acción Nacional (PAN), el Partido Revolucionario Institucional (PRI) y el Partido de la Revolución Democrática (PRD). Para la postulación de diputados del congreso estatal, la coalición asignó trece distritos al PAN, cinco distritos al PRD y un distrito al PRI para realizar la nominación de candidatos. Para los ayuntamientos del estado, la alianza decidió que el Partido Acción Nacional postulara a siete presidentes municipales, el Partido Revolucionario Institucional seleccionara a tres candidatos y el Partido de la Revolución Democrática llevara a cabo la nominación de un candidato. La coalición compitió unida en todos los distritos y ayuntamientos del estado.